# Poly Property Group

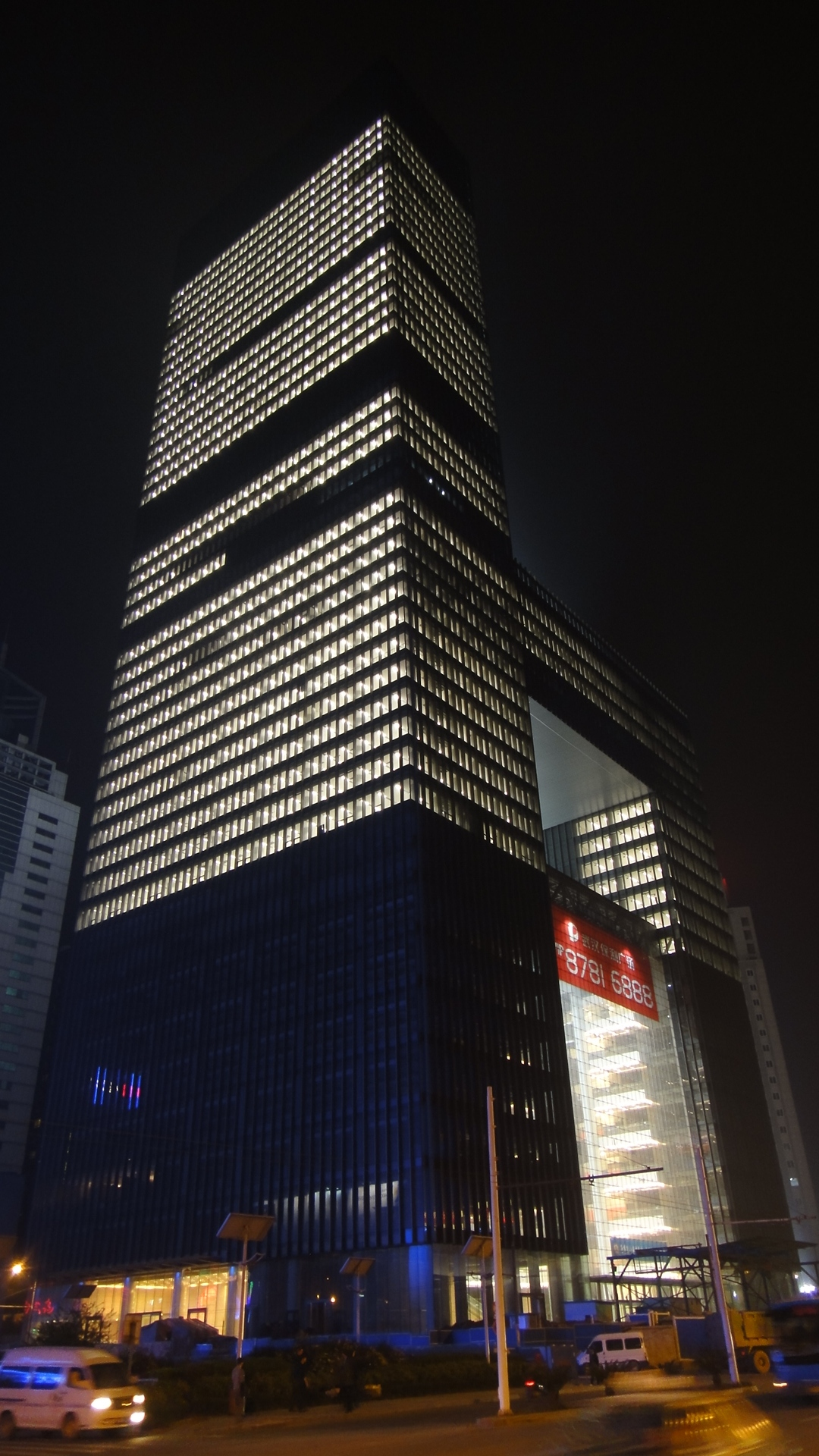
Wuhan Poly Plaza

Poly Property Group (保利置業集團有限公司), ранее известный как Poly (Hong Kong) Investments — крупный оператор недвижимости и застройщик, базирующийся в Гонконге. Компания основана в 1973 году как морской перевозчик Continental Mariner Investment (CMI). В 1993 году контрольный пакет судоходной компании приобрела китайская государственная China Poly Group, тесно связанная с Народно-освободительной армией Китая, которая преобразовала CMI в мощный конгломерат. В 2005 году Continental Mariner Investment была переименована в Poly (Hong Kong) Investments. Среди основных сфер деятельности — операции с недвижимостью, гостиничный и ресторанный бизнес, строительные услуги, инвестиции в ценные бумаги, производство и продажа цифровых дисков. По состоянию на 2014 год рыночная стоимость Poly Property Group составляла почти 2,2 млрд. долларов, продажи — почти 2,7 млрд. долларов, в компании работало 6,4 тыс. человек. Главой компании является Хэ Пин, зять покойного Дэн Сяопина.

## Структура
Основные активы Poly Property Group расположены в материковом Китае, особенно в городах дельты Янцзы и дельты Чжуцзян, а также в административных центрах провинций (Шанхай, Пекин, Гуанчжоу, Шэньчжэнь, Фошань, Хойчжоу, Ухань, Сучжоу, Ханчжоу, Чунцин, Лючжоу, Гуйян, Наньнин, Куньмин, Цзинань, Харбин, Хайнань). Среди крупнейших объектов компании — комплексы Shanghai Stock Exchange, Shanghai Poly Square, Shanghai Poly Town, Beijing Poly Plaza, Shenzhen Poly Cultural Plaza, Wuhan Poly Royal Palace, Wuhan Poly Plaza и Suzhou Poly Lake Mansion.